# Joe R. Campa

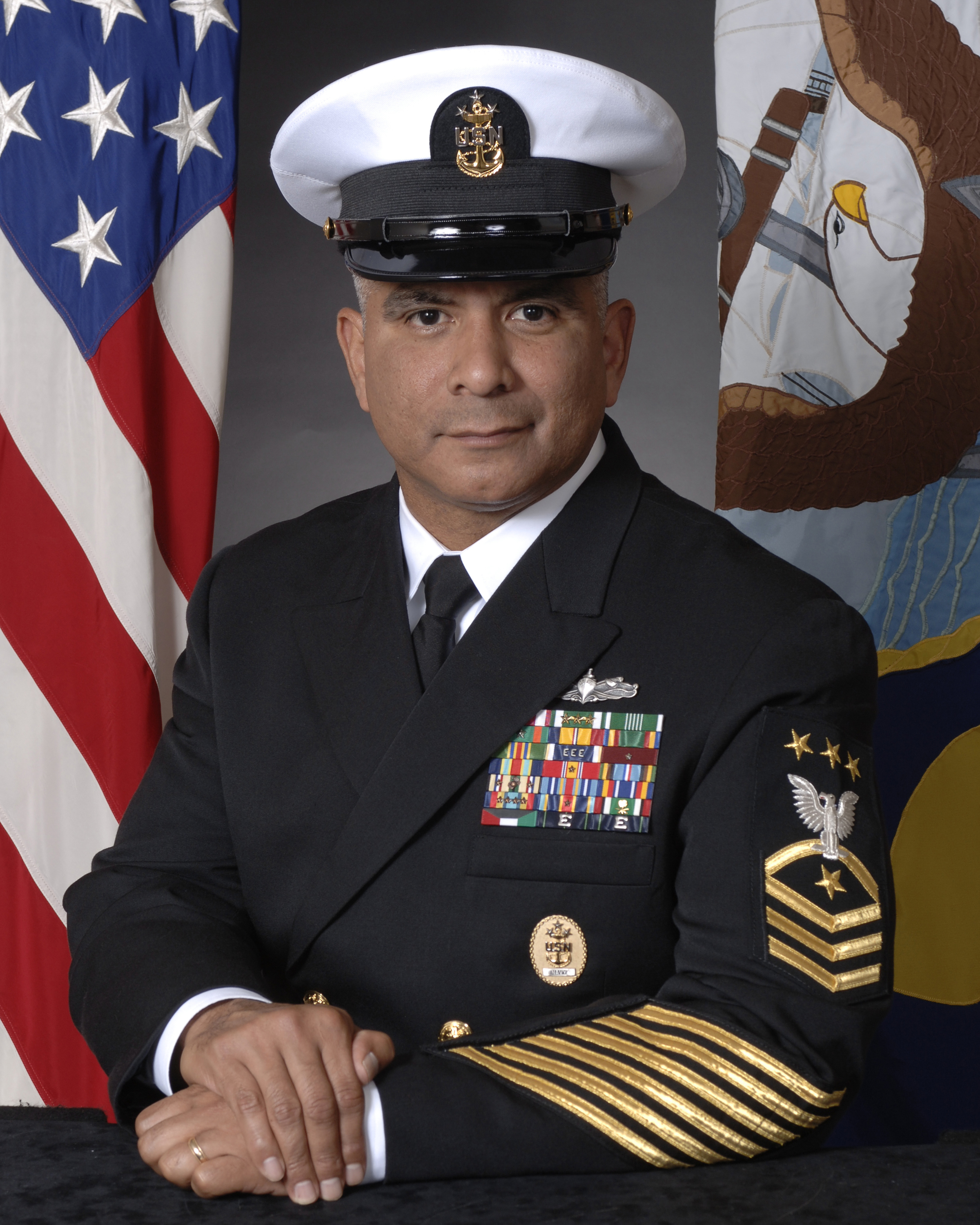
MCPON Joe R. Campa

Joe R. Campa junior (* in Lynwood, Kalifornien) ist ein ehemaliger Master Chief Petty Officer der US Navy und war von 2006 bis 2008 der 11. Master Chief Petty Officer of the Navy (MCPON).

## Militärische Laufbahn
Campa verpflichtete sich am 2. Juni 1980 in der US Navy. Er absolvierte die Grundausbildung sowie die Spezialgrundausbildung zum Sanitäter an der Hospital Corps „A“ School in San Diego. Er schloss die US Navy Senior Enlisted Academy mit Auszeichnung ab, graduierte an der US Army Sergeants Major Academy im Mai 2003 und absolvierte den Command-Sergeants-Major-Kurs. Er hat einen Bachelor of Science vom Excelsior College. Im März 2006 erlangte er am Naval War College einen Master of Arts in Nationalen Sicherheits- und Strategiestudien.
Seine Verwendungen waren u. a.: auf der Ogden in San Diego, im Naval Medical Center in San Diego, im 7. US-Marineregiment der 1. US-Marineinfanteriedivision des US Marine Corps in Camp Pendleton in Kalifornien, im Marinekrankenhaus in Long Beach, 3. US-Marinelogistikgruppe der Fleet Marine Force auf Okinawa (Japan), in der 1. US-Marinelogistikgruppe während des Zweiten Golfkriegs, auf der Comstock in San Diego und im Marineausbildungszentrum in Great Lakes, Illinois.
Campa wurde im Mai 1999 für das Command-Master-Chief-Programm ausgewählt, auf die Curtis Wilbur in Yokosuka (Japan) versetzt und diente dort von November 1999 bis zum Juni 2002 als Command Master Chief.
Während seines Einsatzes wurde das Schiff im Arabischen Meer zur Unterstützung der Operation Enduring Freedom eingesetzt. Vom Juni 2003 bis zum Februar 2005 diente er als Command Master Chief auf der USS Frank Cable (AS-40), die in Apra Harbor, Guam stationiert war. Danach war er als Command Master Chief der Joint Task Force Guantanamo, welche das Internierungslager Camp Delta auf Kuba leitet, eingesetzt.
Am 10. Juli 2006 wurde Campa unter dem Chief of Naval Operations Admiral Michael G. Mullen der 11. Master Chief Petty Officer of the Navy und damit der ranghöchste Unteroffizier der US Navy.
Im November 2008 gab Campa bekannt, dass er zum 13. Dezember seinen Posten räumen und zum 1. April 2009 in den Ruhestand treten werde. Mit einer Amtszeit von zwei Jahren und fünf Monaten ist Campa der MCPON mit der kürzesten Amtszeit. Nachfolger wurde Rick West.
Seine Auszeichnungen umfassen u. a.: die Navy Distinguished Service Medal, die Meritorious Service Medal mit zweifachem Eichenlaub, die Navy and Marine Corps Commendation Medal mit vierfachem Eichenlaub, die Army Commendation Medal und die Navy and Marine Corps Achievement Medal mit sechsfachem Eichenlaub.